# 1984-es Formula–1 francia nagydíj
A francia nagydíj volt az 1984-es Formula–1 világbajnokság ötödik futama.

## Futam
| Helyezés | #  | Versenyző          | Csapat/Motor      | Körök | Idő/Kiesés oka | Rajthely | Pontszám |
| -------- | -- | ------------------ | ----------------- | ----- | -------------- | -------- | -------- |
| 1        | 8  | Niki Lauda         | McLaren-TAG       | 79    | 1:31:11,951    | 9        | 9        |
| 2        | 15 | Patrick Tambay     | Renault           | 79    | + 7,154        | 1        | 6        |
| 3        | 12 | Nigel Mansell      | Lotus-Renault     | 79    | + 23,969       | 6        | 4        |
| 4        | 28 | René Arnoux        | Ferrari           | 79    | + 43,706       | 11       | 3        |
| 5        | 11 | Elio de Angelis    | Lotus-Renault     | 79    | + 1:06,125     | 2        | 2        |
| 6        | 6  | Keke Rosberg       | Williams-Honda    | 78    | + 1 kör        | 4        | 1        |
| 7        | 7  | Alain Prost        | McLaren-TAG       | 78    | + 1 kör        | 5        |          |
| 8        | 5  | Jacques Laffite    | Williams-Honda    | 78    | + 1 kör        | 12       |          |
| 9        | 2  | Teo Fabi           | Brabham-BMW       | 78    | + 1 kör        | 17       |          |
| 10       | 26 | Andrea de Cesaris  | Ligier-Renault    | 77    | + 2 kör        | 26       |          |
| 11       | 18 | Thierry Boutsen    | Arrows-BMW        | 77    | + 2 kör        | 14       |          |
| 12       | 24 | Piercarlo Ghinzani | Osella-Alfa Romeo | 74    | + 5 kör        | 25       |          |
| 13       | 10 | Jonathan Palmer    | RAM-Hart          | 72    | + 7 kör        | 21       |          |
| Kizárva  | 3  | Martin Brundle     | Tyrrell-Ford      | 76    | Kizárva        | 23       |          |
| Kiesett  | 21 | Mauro Baldi        | Spirit-Hart       | 61    | Motorhiba      | 24       |          |
| Kiesett  | 16 | Derek Warwick      | Renault           | 53    | Baleset        | 7        |          |
| Kiesett  | 17 | Marc Surer         | Arrows-Ford       | 51    | Baleset        | 19       |          |
| Kiesett  | 23 | Eddie Cheever      | Alfa Romeo        | 51    | Motorhiba      | 16       |          |
| Kiesett  | 19 | Ayrton Senna       | Toleman-Hart      | 35    | Turbó          | 13       |          |
| Kiesett  | 27 | Michele Alboreto   | Ferrari           | 33    | Motorhiba      | 10       |          |
| Kiesett  | 20 | Johnny Cecotto     | Toleman-Hart      | 22    | Turbó          | 18       |          |
| Kiesett  | 22 | Riccardo Patrese   | Alfa Romeo        | 15    | Motorhiba      | 15       |          |
| Kiesett  | 1  | Nelson Piquet      | Brabham-BMW       | 11    | Turbó          | 3        |          |
| Kizárva  | 4  | Stefan Bellof      | Tyrrell-Ford      | 11    | Kizárva        | 20       |          |
| Kiesett  | 14 | Manfred Winkelhock | ATS-BMW           | 5     | Kuplung        | 8        |          |
| Kiesett  | 9  | Philippe Alliot    | RAM-Hart          | 4     | Elektronika    | 22       |          |

## A világbajnokság élmezőnyének állása a verseny után
| H  | Versenyzők      | Pont | H  | Konstruktőrök  | Pont |
| -- | --------------- | ---- | -- | -------------- | ---- |
| 1. | Alain Prost     | 24   | 1. | McLaren-TAG    | 42   |
| 2. | Niki Lauda      | 18   | 2. | Ferrari        | 22   |
| 3. | René Arnoux     | 13   | 3. | Renault        | 21   |
| 4. | Derek Warwick   | 13   | 4. | Lotus-Renault  | 16   |
| 5. | Elio de Angelis | 12   | 5. | Williams-Honda | 10   |

## Statisztikák
Vezető helyen:
- Patrick Tambay: 47 (1-40 / 55-61)
- Niki Lauda: 32 (41-54 / 62-79)

Niki Lauda 21. győzelme, Patrick Tambay 5. pole-pozíciója, Alain Prost 10. leggyorsabb köre.
- McLaren 34. győzelme.